# Le Gouray
Le Gouray är en kommun i departementet Côtes-d'Armor i regionen Bretagne i nordvästra Frankrike. Kommunen ligger i kantonen Collinée som tillhör arrondissementet Dinan. År 2018 hade Le Gouray 1 288 invånare.

## Befolkningsutveckling
Antalet invånare i kommunen Le Gouray
Referens:INSEE